# Krasnyj Chutor (obwód kurski)
Krasnyj Chutor (ros. Красный Хутор) – osiedle typu wiejskiego w zachodniej Rosji, w sielsowiecie makarowskim rejonu kurczatowskiego w obwodzie kurskim.

## Geografia
Miejscowość położona jest 5,5 km od centrum administracyjnego sielsowietu makarowskiego (Makarowka), 14,5 km od centrum administracyjnego rejonu (Kurczatow), 48,5 km od Kurska.

## Demografia
W 2010 r. miejscowość nie posiadała mieszkańców.